# Veronica capsellicarpa
Veronica capsellicarpa är en grobladsväxtart som beskrevs av Oljga N. Dubovik. Veronica capsellicarpa ingår i släktet veronikor, och familjen grobladsväxter. Inga underarter finns listade i Catalogue of Life.